# Christopher Sean
Christopher Sean, född 25 oktober 1985 i Oak Harbor, Washington, är en amerikansk skådespelare.
Sean har bland annat medverkat i TV-serierna Star Wars: Resistance, Våra bästa år och har även medverkat i filmen Ultraman: Rising.

## Filmografi (i urval)
- 2018–2020 – Star Wars: Resistance (TV-serie)
- 2014–2023 – Våra bästa år (TV-serie)
- 2024 – Ultraman: Rising